# Rachel Renée Russellová
Rachel Renée Russellová (* 13. března 1959) je americká spisovatelka, hlavně dětské literatury. Je autorkou známé knižní série Deník mimoňky (Dork Diares).

## Život
Vyrůstala v Saint Joseph v Michiganu. Nyní žije v severní Virginii se dvěma dcerami.
Má dvě mladší sestry a bratry dvojčata. První knihu napsala v šestém ročníku pro svoje sourozence.

## Deník mimoňky
- Příběhy z neslavnýho života – vydáno 2. června 2009. Dne 10. února 2011 – nominováno Nickelodeonem Chois Awards na Knihu Roku (Book od the Year)

počet stran – 344
42 týdnů se kniha držela mezi Newyorském Bestsellery
7 týdnů v USA Today Best Sellers List
- Příběhy neoblíbený pařičky – vydáno 8. června 2010

42 týdnů mezi New York Bestsellers list
13 týdnů v USA Today Best Seller list
- Příběhy netalentovaný pophvězdy – vydáno 7. června 2011

28 týdnů mezi New York Bestsellers list
13 týdnů v USA Today Best Seller list
- Příběhy neohrabaný krasobruslařský – červen 2012
- Příběhy nerozumný poradkyně – říjen 2012
- Příběhy nešťastný lásky – 4. června 2013
- Příběhy nestylový TV celebrity
- Příběhy nepohádkový budoucnosti – 2014
- Tvůj vymazlený mimózní deníček – 2011 + plus příběh uvnitř
- Příběhy nehorázný primadony – 2015
- Příběhy neschopný psí chůvy – 2016
- Příběhy nesnášený spolužačky – 2017
- Příběhy nebetyčný milostný bryndy – 2018
- Příběhy neskutečný narozkový frašky – 2019
- Příběhy nejhorší nejky v historii – 2020